# Polystichum meyeri
Polystichum meyeri är en träjonväxtart som beskrevs av Sleep och Reichst. Polystichum meyeri ingår i släktet Polystichum och familjen Dryopteridaceae. Inga underarter finns listade.